# Квинтий из Сорренто
Квинтий — святой мученик из Сорренто. День памяти — 19 марта.
Святой Квинтий пострадал в Сорренто, что неподалёку от Неаполя. Он был предан смерти вместе с Квинтиллой (Quintilla), Марком, Квартиллой (Quartilla), и другими. Не исключено, что Квинт, Квартилла и Квинтилла могли быть братьями и сёстрами.